# Asian 5 Nations 2011
El Asian 5 Nations de 2011 fue la 24ª edición del principal torneo asiático de rugby.

## Equipos participantes
- Selección de rugby de Emiratos Árabes Unidos
- Selección de rugby de Hong Kong (Dragones)
- Selección de rugby de Japón (Brave Blossoms)
- Selección de rugby de Kazajistán
- Selección de rugby de Sri Lanka

## Posiciones
| Pos. | Equipo                 | Encuentros | Encuentros | Encuentros | Encuentros | Tantos  | Tantos    | Tantos     | Puntos Bonus | Puntos Totales |
| Pos. | Equipo                 | jugados    | ganados    | empatados  | perdidos   | a favor | en contra | diferencia | Puntos Bonus | Puntos Totales |
| ---- | ---------------------- | ---------- | ---------- | ---------- | ---------- | ------- | --------- | ---------- | ------------ | -------------- |
| 1    | Japón                  | 4          | 4          | 0          | 0          | 307     | 35        | + 272      | 4            | 24             |
| 2    | Hong Kong              | 4          | 3          | 0          | 1          | 155     | 61        | + 94       | 3            | 18             |
| 3    | Emiratos Árabes Unidos | 4          | 1          | 1          | 2          | 40      | 196       | - 156      | 0            | 8              |
| 4    | Kazajistán             | 4          | 1          | 0          | 3          | 54      | 126       | - 72       | 1            | 6              |
| 5    | Sri Lanka              | 4          | 0          | 1          | 3          | 47      | 185       | −138       | 0            | 3              |

Nota: Se otorgan 5 puntos al equipo que gane un partido, 3 al que empate y 0 al que pierda
Puntos Bonus: 1 punto por convertir 4 tries o más en un partido y 1 al equipo que pierda por no más de 7 tantos de diferencia

## Resultados

### Primera fecha
| 23 de abril | Sri Lanka | 13 - 13 | Emiratos Árabes Unidos |  |  |

| 23 de abril | Kazajistán | 10 - 23 | Hong Kong |  |  |

### Segunda fecha
| 29 de abril | Emiratos Árabes Unidos | 24 - 10 | Kazajistán |  |  |

| 30 de abril | Hong Kong | 22 - 45 | Japón |  |  |

### Tercera fecha
| 7 de mayo | Kazajistán | 0 - 61 | Japón |  |  |

| 7 de mayo | Sri Lanka | 3 - 48 | Hong Kong |  |  |

### Cuarta fecha
| 13 de mayo | Emiratos Árabes Unidos | 0 - 111 | Japón |  |  |

| 14 de mayo | Kazajistán | 34 - 18 | Sri Lanka |  |  |

### Quinta fecha
| 21 de mayo | Sri Lanka | 13 - 90 | Japón |  |  |

| 21 de mayo | Hong Kong | 62 - 3 | Emiratos Árabes Unidos |  |  |

| Bandera de Japón     |
| Campeón Japón        |
| Décimo noveno título |